# Małżeństwo niesakramentalne
Małżeństwo niesakramentalne (właściwie związek niesakramentalny) – według Kościoła katolickiego to katolicy, kobieta i mężczyzna, żyjący ze sobą na sposób małżeński, ale niezwiązani małżeństwem sakramentalnym.
Jan Paweł II w adhortacji Familiaris consortio zaznacza, że należy wymienić takie sytuacje jak: „małżeństwa na próbę”, rzeczywiste wolne związki, katolicy złączeni tylko ślubem cywilnym oraz rozwiedzeni, którzy zawarli nowy związek. Upraszczając ten podział możemy wyróżnić dwie podstawowe sytuacje: 
1. związki, które mogą stać się małżeństwami sakramentalnymi, gdyż osoby nie mają przeszkód do zawarcia ślubu kościelnego,
2. gdzie ślub kościelny nie jest możliwy, ponieważ przynajmniej jedna z osób jest już związana z kimś trzecim na sposób sakramentalny.

W każdym z tych przypadków organizowane jest inne oddziaływanie duszpasterskie.

## Małżeństwo według Kościoła katolickiego
W Kościele katolickim tylko małżeństwo sakramentalne uważane jest za właściwe.
Kanon 1056 Kodeksu prawa kanonicznego zaznacza, że istotnymi przymiotami małżeństwa są jedność i nierozerwalność, które w małżeństwie chrześcijańskim nabierają szczególnej mocy z racji sakramentu.
Kościół katolicki naukę o nierozerwalności małżeństwa sakramentalego czerpie ze słów Jezusa Chrystusa (Mt 19,3) i nie dopuszcza wyjątków.
Kwestia rozwodów i powtórnych związków była aktualna także w Kościele pierwotnym (1 Kor 7,10-11), a w XVI w. doszło na tym tle nawet do jednej ze schizm w Kościele zachodnim, która doprowadziła do powstania anglikanizmu.

## Duszpasterstwo związków cywilnych niesakramentalnych
Osoby, które są we właściwym związku niesakramentalnym (z powodu przeszkód) to ludzie ochrzczeni, którzy nie mogą zawrzeć ślubu zgodnie z wymaganiami wiary chrześcijańskiej, chociażby tego bardzo chcieli. Przeszkodą dla nich jest to, że jest już uprzednio wzięli ślub w Kościele, rozwiedli się, a następnie ponownie zawarli już tylko związek cywilny. Nie mogą oni otrzymać rozgrzeszenia i przystępować do Komunii św.
Duszpasterstwo osób żyjących w związkach niesakramentalnych nie ma na celu akceptacji rozwodów czy też legalizacji związków niesakramentalnych. Jego celem jest niesienie pomocy duchowej katolikom, którym skomplikowało się życie małżeńskie i aktualnie znajdują się w sytuacji nieuregulowanej.
Duszpasterstwo nie ma gotowych recept, jest to raczej droga, która odsłania swój sens w miarę kroczenia po niej. 
Duszpasterstwo to nie jest masowe i jest prowadzone przeważnie w dużych miastach. Na rekolekcje i do grup trafia mały procent katolików, których ten problem dotyczy.
II Polski Synod Plenarny, chociaż poświęcił sporo uwagi zjawisku rozpadu małżeństw i jego przyczynom, to w kwestii działań duszpasterskich dotyczących katolików żyjących bez ślubu kościelnego, ograniczył się do stwierdzenia, że niewielka liczba ośrodków prowadzących duszpasterstwo związków niesakramentalnych nie może być uznana za wystarczającą odpowiedź na współczesne wyzwania.